# Gammeltjärnen (Ängersjö socken, Hälsingland, 687123-145370)
Gammeltjärnen är en sjö i Härjedalens kommun i Hälsingland och ingår i Ljusnans huvudavrinningsområde. Sjön har en area på 0,187 kvadratkilometer och ligger 428,1 meter över havet.

## Delavrinningsområde
Gammeltjärnen ingår i det delavrinningsområde (687054-145402) som SMHI kallar för Utloppet av Gammeltjärnen. Medelhöjden är 442 meter över havet och ytan är 2,93 kvadratkilometer. Det finns inga avrinningsområden uppströms utan avrinningsområdet är högsta punkten. Vattendraget som avvattnar avrinningsområdet har biflödesordning 4, vilket innebär att vattnet flödar genom totalt 4 vattendrag innan det når havet efter 197 kilometer. Avrinningsområdet består mestadels av skog (63 procent) och sankmarker (25 procent). Avrinningsområdet har 0,19 kvadratkilometer vattenytor vilket ger det en sjöprocent på 6,3 procent.